# Sistema de dos superreinos
En taxonomía, el sistema de dos superreinos (también, sistema de dos imperios) consiste en la presunción de que la categoría más alta en la clasificación biológica la constituyen los superreinos Prokaryota y Eukaryota (dicotomía procariota-eucariota). Este sistema ha sido el más aceptado y de uso general antes del establecimiento del sistema de tres dominios. 
Cuando el sistema de tres dominios se introdujo, los biólogos evolutivos han continuado prefiriendo el sistema de dos superreinos, alegando que el sistema de tres dominios exagera la división entre las arqueas y las bacterias. El estado actual de los conocimientos y el advenimiento de los análisis genéticos, propició la aceptación del sistema de tres dominios; sin embargo, las propuestas taxonómicas más recientes revelan que la tendencia actual se dirige hacia el restablecimiento del sistema dual procariota-eucariota.
|                                                                           |  |
| Comparación entre la estructura de una célula procariota y una eucariota. |  |

La distinción procariota-eucariota se fundamenta en muchos aspectos, especialmente en la estructura celular y en la relación evolutiva entre ambos grupos. Se considera que la transición de procariontes a eucariontes es la mayor discontinuidad evolutiva de la historia de la Tierra; las diferencias ente ellos son enormes y la transición muy brusca.
|                                     |  |
| Sistema de dos dominios o imperios. |  |

## Historia de la dicotomía eucariota-procariota

### Ernst Haeckel
La idea de una dicotomía como en el caso de la distinción procariota-eucariota, viene del descubrimiento de que las bacterias no poseen núcleo celular a diferencia de otros microorganismos. En 1866 Ernst Haeckel crea el grupo Moneres para agrupar a las bacterias, definiéndolas como microorganismos muy simples y sin núcleo. En 1904 Haeckel publica en su Die Lebenswunder (Las maravillas de la vida) reconociéndo que las algas verdeazuladas, al carecer de núcleo, deben agruparse en Moneres junto con las bacterias; además sugirió al observar los cloroplastos, que las plantas debían haber evolucionado por simbiosis entre una célula verde con otra célula fagótrofa no-verde. Para Haeckel, la actividad de las moneras se reduce al proceso puramente químico de su metabolismo, de tal manera que la diferencia entre ellas y los demás seres cuyas células tienen núcleo, es la mayor en todos los aspectos.

### Édouard Chatton
El biólogo francés Édouard Chatton introdujo los términos procaryote y eukaryote en su “Pansporella perplexa. Reflexiones sobre la biología y la filogenia de los protozoos”, escrito en 1923 y publicado en 1925; en donde comenta sobre filogenia de primitivos protozoos flagelados (protomastigotes) y en 2 figuras hace alusión a la clasificación y filogenia de los protistas, agrupando a algas azul-verdosas y bacterias (Cyanophycaea, Bacteriacae, y Spirochaetaceae) como procariontes por la ausencia de núcleo celular; y a otros organismos con núcleo (Mastigiae, Ciliae, Cnidae) como eucariontes. En su tratado: “Títulos y trabajos científicos”, escrito en 1937 y publicado en 1938, hace una sola referencia comentando que protozoos, plantas y metazoos pertenecen al grupo de los eucariontes; y las bacterias y cianofíceas al de los procariontes. En realidad Chatton no aludía directamente a una clasificación con niveles taxonómicos superiores a los reinos; sin embargo sentó las bases de la más conocida y fundamental dicotomía biológica, en donde la diferencia entre lo que llamamos procariota o eucariota es profunda.

### Popularización de los términos
El biólogo estadounidense Ellsworth Dougherty, usa en 1957 el término eukaryon para referirse al núcleo eucariota; y para diferenciar flagelos llama pecilokont (en griego palo complejo) al flagelo eucariota y proterokont (palo temprano) al de las bacterias. El biólogo francés André Lwoff, discípulo de Chatton, usa la distinción procariota-eucariota en varias de sus publicaciones de los años 1950. En 1957 define las diferencias entre virus y bacterias basándose en estructura molecular y fisiología, concluyendo que son muy diferentes y que no hay entidades biológicas transicionales entre ellos. En 1962 propone una taxonomía aparte para los virus.
El microbiólogo canadiense Roger Stanier, mientras estuvo en 1961 en el Instituto Pasteur de París y contando con la influencia de Lwoff, hace referencia a la diferencia entre virus y un organismo celular y usa la terminología procariota-eucariota. Para 1962 y en adelante, Stanier y colaboradores determinan que los organismos superiores y más evolucionados se caracterizan por poseer células eucariotas y los organismos estructuralmente más simples como bacterias y algas azul-verdosas están formados por células procariotas; de esta manera introducen estos términos en la bibliografía en inglés (eucaryotic and procaryotic cells).

### Dos superreinos, dominios o imperios
Algunos miembros del Manual de Bergey recibieron en 1962 con interés la nueva terminología, R.G.E. Murray promovió su reconocimiento taxonómico filogenético y en 1968 propone a Procaryotae y Eucaryotae como taxones del más alto nivel. Al año siguiente A. Allsop les da el nivel de «superreino».
Gunther Stent en 1971, profundiza la división entre los superreinos Prokaryota y Eukaryota, uno simple y el otro complejo, con diferencias en el tamaño del orden del 1:10.000, en el desarrollo del ADN, en la estructura proteica de los cromosomas eucariotas y en la carencia procariota de mitosis, meiosis, centriolos y mitocondrias. En 1978 Whittaker y Margulis le dan a estos grupos la categoría de dominio.
En 1977 fue presentado el sistema de tres superreinos que luego fue actualizado en 1990 como de tres dominios con las denominaciones Archaea, Bacteria y Eucarya. Este sistema ha logrado amplia aceptación en la comunidad científica, sin embargo, varios biólogos evolutivos han criticado este sistema considerando que no está debidamente justificado y continúan sosteniendo que la dicotomía procariota-eucariota es la más grande división biológica. Tal es el caso de Lynn Margulis, que en 1995 sustenta la organización biológica en dos taxones: Prokarya y Eukarya, Ernst Mayr postula a Prokaryota y Eukaryota como un sistema de dos «dominios» (1990) o dos «imperios» (1998) y Cavalier-Smith igualmente reconoce el sistema de dos imperios (2002).
Para Margulis, el problema con el sistema de tres dominios está, entre otras cosas, en que es básicamente "bacteriocéntrico", pues ignora la diferencia crítica entre procariontes y eucariontes, que es la que hay entre la vida no-simbiogenética y la simbiogenética. Cavalier-Smith menciona que las secuencias de todo el genoma de bacterias y arqueas reforzó la visión de que la organización genética procariota es fundamentalmente la misma, y radicalmente diferente de la eucariota; tal como se observa también en la maquinaria de replicación, transcripción y traducción. Al respecto, Mayr opinó que la aparición de la vida eucariota, con toda su complejidad, constituyó una división dicotómica con la vida procariota, porque aquí es donde se encuentra la gran ruptura en el mundo viviente; agregando desdeñosamente que: "No puedo ver ningún mérito en absoluto en una cladística de tres imperios".

## Tabla comparativa
El sistema de dos superreinos se basa en las grandes diferencias entre procariontes y eucariontes, las cuales se pueden resumir en la siguiente tabla:
| Característica | Procariota                                                  | Eucariota |
| --- | ----------------------------------------------------------- | --- |
| Tamaño celular (diámetro típico)                                                                                     | 0,2–2,0 µm                                                  | 10–100 µm |
| Núcleo celular | No                                                          | Sí |
| ADN | circular                                                    | lineal |
| Cromosomas | uno (el nucleoide)                                          | múltiples, cada uno con dos cromátidas, centrómero, telómeros y cinetocoro                                     |
| Ploidía | haploide                                                    | diploide, en gametos haploide y en otros casos poliploide o con alternancia                                    |
| Tamaño del genoma (en millones de pares de bases)                                                                    | 0,5 – 10                                                    | 2,2 – 150.000                                                                                                  |
| Fracción de ADN no codificante del genoma                                                                            | 12% aprox.                                                  | 98% aprox. |
| ADN espaciador | ITS                                                         | ITS1, ITS2, ETS, IGS, NTS                                                                                      |
| Reproducción asexual                                                                                                 | por fisión binaria                                          | por mitosis, esporulación, propágulo y otros mecanismos.                                                       |
| Reproducción sexual                                                                                                  | No                                                          | frecuente, es por meiosis                                                                                      |
| Transferencia genética horizontal                                                                                    | Sí                                                          | No, salvo en casos de endosimbiosis                                                                            |
| Tejidos | No                                                          | En la mayoría de organismos multicelulares                                                                     |
| Multicelularidad | en mixobacterias y algunas cianobacterias                   | en animales, plantas, macroalgas, hongos, pseudohongos y diversos mohos                                        |
| Composición de la pared celular                                                                                      | glicopéptidos, a veces glúcidos                             | glúcidos como celulosa (plantas) y quitina (hongos)                                                            |
| Capa S | Sí                                                          | No |
| Esteroles y esfingolípidos en la membrana celular                                                                    | No                                                          | Sí |
| Poros nucleares y proteínas para el transporte trans-membranal                                                       | No                                                          | Sí |
| Orgánulos membranosos como mitocondrias, lisosomas, peroxisomas, plastos, retículo endoplasmático y aparato de golgi | No                                                          | Sí |
| Huso acromático (meiótico y mitótico)                                                                                | No                                                          | Sí |
| Citoesqueleto | simple, de proteínas estructurales                          | complejo, de microtúbulos, microfilamentos y filamentos intermedios                                            |
| Proteínas estructurales                                                                                              | MreB, FtsZ, ParM, MamK, etc.                                | actinas, tubulinas, Arp2, Arp3, etc.                                                                           |
| Ciclosis | No                                                          | Sí |
| Localización de enzimas y pigmentos                                                                                  | en repliegues de la membrana plasmática                     | en los orgánulos membranosos                                                                                   |
| Vesícula de gas | Sí                                                          | No |
| ARN mensajero | policistrónico                                              | monocistrónico en la mayoría                                                                                   |
| Intrones y exones en el ARNm                                                                                         | No                                                          | Mayormente |
| Maquinaria de maduración del ARNm                                                                                    | No                                                          | Mediante espliceosoma por corte y empalme con adición de caperuza y poli-A                                     |
| Ribosoma (sedimentación y masa)                                                                                      | 70S y 2700 kDa                                              | 80S y 4200 kDa                                                                                                 |
| Subunidades menor y mayor del ribosoma                                                                               | 30S y 50S                                                   | 40S y 60S |
| ARNr en la subunidad menor                                                                                           | 16S                                                         | 18S |
| ARNr en la subunidad mayor                                                                                           | 5S, 23S                                                     | 5S, 5.8S, 28S                                                                                                  |
| ADN polimerasa (Pol)                                                                                                 | Polimerasas I, II, III, IV, V                               | Polimerasas α, β, γ, δ, ε, ζ, η, θ, ι, κ, λ, μ, ν, σ, Rev1, telomerasa, TdT                                    |
| ARN polimerasa (ARNP)                                                                                                | un solo tipo                                                | tipos nucleares I, II, III, el mitocondrial y otros más en plantas                                             |
| Operones | Sí                                                          | raros |
| Plásmidos | Sí                                                          | raros |
| Nucleolo | No                                                          | Sí |
| Transcripción (síntesis de ARN) y traducción (síntesis proteica)                                                     | Simultáneas (están acopladas)                               | Independientes: la transcripción en el núcleo y la traducción en el citoplasma                                 |
| Sitio de iniciación de la traducción en el ARNm para ensamblaje con el ribosoma.                                     | secuencia Shine-Dalgarno                                    | secuencia Kozak                                                                                                |
| Flagelo | simple, insertado en la membrana y con movimiento rotatorio | complejo, filamentoso, insertado en el citoesqueleto y con movimiento flagelar helicoidal y ciliar ondulatorio |
| Tipos de metabolismo                                                                                                 | muy variado (ver metabolismo procariota)                    | heterótrofa o fotosintética                                                                                    |
| Respiración | muy variada (ver ejemplos de respiración)                   | aeróbica (mitocondrial), a veces anaerobia (hidrogenosomal)                                                    |
| Fagocitosis, pinocitosis y exocitosis                                                                                | No                                                          | Sí |
| Sistemas de señalización celular como la maquinaria quinasa-fosfatasa para fosforilación y desfosforilación          | No                                                          | Sí |
| Origen | LUCA por abiogénesis                                        | LECA por eucariogénesis                                                                                        |
| Antigüedad según la evidencia fósil                                                                                  | 4.280 a 3.770 Ma                                            | 2200 a 2100 Ma                                                                                                 |
| Ejemplos | bacterias, arqueas                                          | animales, plantas, hongos, protozoos, algas                                                                    |

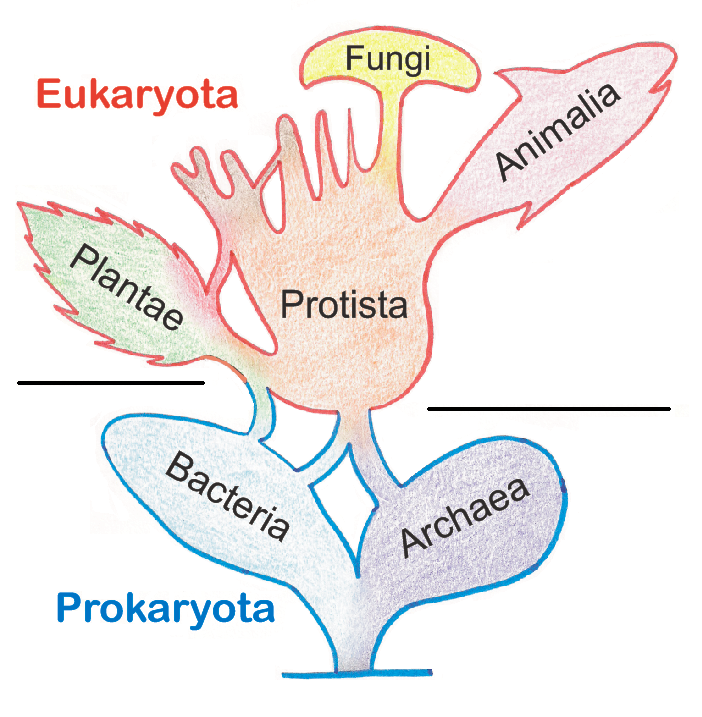
Relación filogenética y simbiogenética entre los grandes imperios de la vida: Prokaryota y Eukaryota.

Las diferencias entre células procariotas y eucariotas han sido observadas desde fines del siglo XIX y las más saltantes son la presencia de núcleo celular en eucariotas y la gran diferencia de tamaño. La ausencia de orgánulos en los procariontes hace que estos parezcan vacíos en comparación, pues sólo pueden verse en ellos los ribosomas con ayuda de microscopio electrónico. 
Por otro lado, para muchos biólogos evolutivos, la mayor diferencia radica en el propio origen de la célula eucariota, el cual se habría dado por la denominada simbiogénesis entre organismos procariotas que se fusionaron en un solo organismo (quimerismo), un proceso biológico considerado el más revolucionario desde el origen de la vida y que llevó la especiación a un nivel totalmente nuevo. Huellas de endosimbiosis se encuentran en orgánulos como las mitocondrias y cloroplastos, los cuales son parecidos a los procariontes por el tamaño, la reproducción, el ADN circular que poseen, los ribosomas que son también de 70S en la mayoría de los casos y su envoltura que es de doble membrana, como en las bacterias gram negativas.
Así pues, los eucariontes se diferencian de los procariontes no solo por su complejidad, sino por el proceso evolutivo que dio lugar a ellos; y debido a ese proceso están fuera del tratamiento cladístico tradicional. Esta sigue siendo en la actualidad la principal cuestión dentro de la crítica al sistema de tres dominios, sistema que resulta incompatible con la biología evolutiva.

## Taxonomía
Diversos modelos taxonómicos respaldan la clasificación biológica en dos grandes grupos. Cronológicamente tenemos los siguientes:

### A. Allsop 1969
Clasificación de los organismos en dos superreinos:
- Procaryotae
- Eucaryotae

### Robert H. Wittaker & Lynn Margulis 1978
Clasificación en dos superreinos y cinco reinos:
- Prokaryota
  - Monera
- Eukaryota
  - Protista
  - Animalia
  - Fungi
  - Plantae

### Charles Jeffrey 1982
El botánico Charles Jeffrey divide en dos superreinos y cinco reinos:
- Prokaryota
  - Bacteriobiota
  - Archeobacteriobiota
- Eukaryota
  - Phytobiota
  - Mycobiota
  - Zoobiota

### Ernst Mayr 1990
El biólogo evolucionista Ernst Mayr postula dos dominios y cuatro subdominios:
- Prokaryota
  - Eubacteria
  - Archaebacteria
- Eukaryota
  - Protista
  - Metabionta (pluricelulares)

### Thomas Cavalier-Smith 1998
En dos imperios y seis reinos:
- Prokaryota
  - Bacteria
- Eukaryota
  - Protozoa
  - Animalia
  - Fungi
  - Plantae
  - Chromista

### Radhey S. Gupta 1998
En dos dominios. Los procariontes son divididos a su vez en dos subdominos:
- Eucaryotae
- Procaryotae
  - Monodermata
  - Didermata

### Margulis & Chapman 2009
Los biólogos Lynn Margulis y Michael J. Chapman 2009, clasificaron en dos superreinos y cinco reinos:
- Prokarya
  - Bacteria (subdividido en los dominios Archaea y Eubacteria)
- Eukarya
  - Protoctista
  - Animalia
  - Fungi
  - Plantae

### Michael A. Ruggiero et al. 2015
La propuesta más reciente, es una clasificación consensuada para más de 1,6 millones de especies con información proporcionada por más de 3.000 taxonomistas y catalogada en el sistema del Catálogo de la Vida (CoL). Esta clasificación es una visión taxonómica práctica dada por la opinión de los expertos e incluye determinados grupos parafiléticos. Una jerarquía completa moderna, no ha existido previamente en este nivel de especificidad.
Divide en dos superreinos y siete reinos:
- Prokaryota
  - Archaea
  - Bacteria
- Eukaryota
  - Protozoa
  - Chromista
  - Fungi
  - Plantae
  - Animalia